# Hadim (Baklan)
Hadim (zeitweise auch Ataköy) ist ein Dorf im Landkreis Baklan der türkischen Provinz Denizli. Ataköy liegt etwa 67 km nordöstlich der Provinzhauptstadt Denizli und 12 km nördlich von Baklan. Hadim hatte laut der letzten Volkszählung 539 Einwohner (Stand Ende Dezember 2010).